# Агузаров, Тамерлан Кимович
Тамерлан Кимович Агузаров (осет. Ӕгъуызарты Кимы фырт Тамерлан; 14 июня 1963, Алагир, Северо-Осетинская АССР, РСФСР, СССР — 19 февраля 2016, Москва, Россия) — российский государственный деятель. 
Председатель Верховного суда Республики Северная Осетия — Алания с 4 января 1999 по 4 декабря 2011. Депутат Государственной думы Федерального собрания Российской Федерации VI созыва с 4 декабря 2011 по 5 июня 2015. Глава Республики Северная Осетия — Алания с 13 сентября 2015 по 19 февраля 2016 (врио 5 июня — 13 сентября 2015). Кандидат юридических наук (2004), профессор.

## Биография
Родился 14 июня 1963 года в Алагире. Отец — Ким Татарканович Агузаров — 2-й секретарь Алагирского райкома КПСС, впоследствии главный редактор алагирской районной газеты «Заря». Мать — Созиева Галина Александровна, врач.
Окончил юридический факультет Северо-Осетинского государственного университета им. Хетагурова (1987 год) и аспирантуру Московской государственной юридической академии (2004).
С 1987 года по 1999 год работал в прокуратуре в должности помощника прокурора района, прокурора отдела республиканской прокуратуры, заместителя Промышленного прокурора района города Владикавказа. С 1995 по 1999 год — депутат парламента Северной Осетии, возглавлял комитет Парламента РСО-Алания по законодательству, законности и местному самоуправлению.
С 1999 по 2011 год — председатель Верховного суда Северной Осетии. В этой должности вёл процесс по делу Нурпаши Кулаева — участника захвата школы в Беслане. Тогда же возглавлял кафедру уголовного права Горского государственного аграрного университета, с 2002 под 2004 год руководил Советом судей республики Северная Осетия-Алания, в 2004—2012 годах являлся членом Совета судей Российской Федерации.
С 4 декабря 2011 года — депутат Госдумы России VI созыва. Член фракции «Единая Россия», член Комитета по конституционному законодательству и государственному строительству. Будучи депутатом, внёс наибольшее количество законопроектов (77), из которых 43 на начало 2015 года были подписаны Президентом России.
5 июня 2015 года Президент России Владимир Путин своим указом назначил Агузарова временно исполняющим обязанности Главы Республики Северная Осетия-Алания. 13 сентября 2015 года большинством голосов парламента республики Северная Осетии-Алания избран Главой республики.

Могила Т. К. Агузарова

Скончался 19 февраля 2016 года примерно в 10 часов утра в Москве в клинике от острой пневмонии вследствие перенесённого «на ногах» гриппа. По некоторым сообщениям, Т. К. Агузаров «в течение долгого времени» лечился от лейкоза, который мог ухудшить общее состояние его здоровья. В связи со смертью Агузарова 21 февраля 2016 года в Северной Осетии был объявлен днём траура. Похоронен 21 февраля 2016 года на Аллее Славы во Владикавказе.

## Награды
- Орден Дружбы (17 января 2005 года) — за заслуги в укреплении законности и многолетнюю добросовестную работу[7].
- Благодарность Правительства Российской Федерации (4 июля 2013 года) — за многолетнюю плодотворную законотворческую деятельность и развитие законодательства Российской Федерации[8].
- Медаль «За боевое содружество» (МВД России);
- Медаль «Участник боевых действий на Северном Кавказе 1994—2004»;
- Почетная грамота Судебного департамента при Верховном Суде Российской Федерации;
- Орден Дружбы (Южная Осетия, 16 сентября 2015 года) — за личный вклад в развитие интеграционных связей между Республикой Северная Осетия-Алания и Республикой Южная Осетия и в связи с 25-й годовщиной провозглашения Республики Южная Осетия[9].

## Семья
Брат-близнец Мурат Агузаров более десяти лет возглавлял Росреестр Северной Осетии, в 2016 году баллотировался в Государственную думу. В мае 2018 года был назначен советником главы Северной Осетии.
Племянники: Алан Агузаров (род. в июле 1988) окончил Московский государственный юридический университет имени Кутафина. Кандидат юридических наук, лицензированный футбольный агент РФС. Сергей Агузаров (род. в 1990 году) — следователь ФСБ. Занимался в числе прочих делом Варвары Карауловой и хакерской группы «Шалтай-Болтай».